# Deutsche Fechtmeisterschaften 1963
Bei den Deutschen Fechtmeisterschaften 1963 wurden Einzel- und Mannschaftswettbewerbe in den Disziplinen Herrendegen, Herrensäbel und Herrenflorett ausgetragen. Bei den Damen wurde nur Florett gefochten. Die Meisterschaften wurden vom Deutschen Fechter-Bund organisiert.

## Herren

### Florett (Einzel)
| Platz | Sportler           | Verein            |
| ----- | ------------------ | ----------------- |
| 1     | Jürgen Theuerkauff | OFC Bonn          |
| 2     | Tim Gerresheim     | FCR Hamburg       |
| 3     | Max Geuter         | TV 1860 Frankfurt |

### Florett (Mannschaft)
| Platz | Verein         | Sportler |
| ----- | -------------- | -------- |
| 1     | OFC Bonn       |          |
| 2     | FCR Hamburg    |          |
| 3     | SC Rei Koblenz |          |

### Degen (Einzel)
| Platz | Sportler       | Verein            |
| ----- | -------------- | ----------------- |
| 1     | Max Geuter     | TV 1860 Frankfurt |
| 2     | Werner Stumpfi | TSV Mannheim      |
| 3     | Dieter Hecke   | OFC Bonn          |

### Degen (Mannschaft)
| Platz | Verein          | Sportler |
| ----- | --------------- | -------- |
| 1     | Heidenheimer SB |          |
| 2     | SC Rei Koblenz  |          |
| 3     | TV Frankfurt    |          |

### Säbel (Einzel)
| Platz | Sportler           | Verein         |
| ----- | ------------------ | -------------- |
| 1     | Jürgen Theuerkauff | OFC Bonn       |
| 2     | Klaus Allisat      | SC Rei Koblenz |
| 3     | Walter Köstner     | FCR Hamburg    |

### Säbel (Mannschaft)
| Platz | Verein         | Sportler |
| ----- | -------------- | -------- |
| 1     | SC Rei Koblenz |          |
| 2     | FSG Iserlohn   |          |
| 3     | OFC Bonn       |          |

## Damen

### Florett (Einzel)
| Platz | Sportler          | Verein         |
| ----- | ----------------- | -------------- |
| 1     | Ursula Michels    | OFC Bonn       |
| 2     | Helga Mees        | TB Saarbrücken |
| 3     | Helga Schickedanz | TV Offenbach   |

### Florett (Mannschaft)
| Platz | Verein          | Sportler |
| ----- | --------------- | -------- |
| 1     | SC Rei Koblenz  |          |
| 2     | Eimsbütteler TV |          |
| 3     | TSG Weinheim    |          |